# آرامگاه شاه سواران
بقعه شاه سواران مربوط به سدهٔ ۹ و ۱۰ ه.ق است و در شهرستان کاشان، بخش قهرود، روستای قهرود واقع شده و این اثر در تاریخ ۵ آذر ۱۳۸۰ با شمارهٔ ثبت ۴۲۵۷ به‌عنوان یکی از آثار ملی ایران به ثبت رسیده است.